# 环戊二烯基三羰基铬二聚体
环戊二烯基三羰基铬二聚体是一种有机铬化合物，化学式为Cp2Cr2(CO)6，其中Cp表示环戊二烯（C5H5）。它是暗绿色晶体，它和单体CpCr(CO)3基处于平衡。

## 结构及制备
该化合物中有六个端基CO配体，Cr-Cr键键长为3.281 Å，比相应的钼化合物长0.06 Å。它可由六羰基铬和环戊二烯基钠反应，得到NaCr(CO)3(C5H5)后再对其氧化来制备。